# Rodès
Rodès (en catalán Rodés; también Rodès y Roders) es un municipio francés situado en el departamento de los Pirineos Orientales y la región Languedoc-Rosellón. Pertenece al cantón de Vinça y contaba con 597 habitantes en 2007.
Sus habitantes reciben el gentilicio de Rodesiens en francés. En catalán, además de llamarse rodesencs o rodesesos, también son conocidos como lluerts.

## Demografía
| 393 | 401 | 340 | 347 | 407 | 509 |
| Para los censos de 1962 a 1999 la población legal corresponde a la población sin duplicidades (Fuente: INSEE [Consultar]) |     |     |     |     |     |